# Hugo Enomiya-Lassalle
Pour les articles homonymes, voir Lassalle.
 (décembre 2021).
Si vous disposez d'ouvrages ou d'articles de référence ou si vous connaissez des sites web de qualité traitant du thème abordé ici, merci de compléter l'article en donnant les références utiles à sa vérifiabilité et en les liant à la section « Notes et références ».

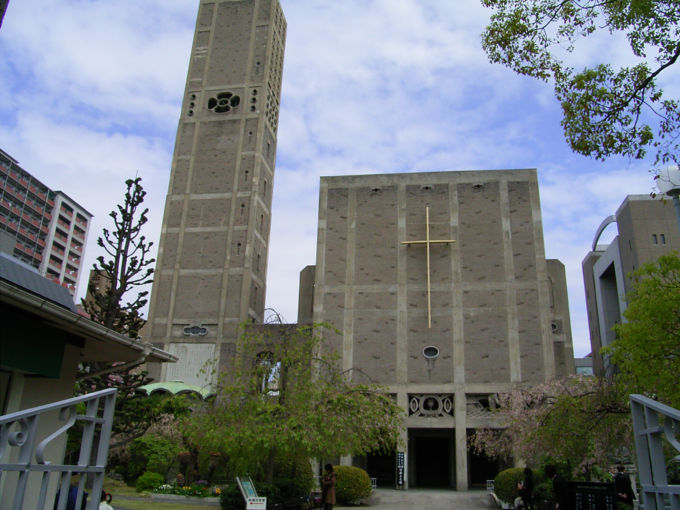
La cathédrale-mémorial pour la paix des nations, à Hiroshima, conçue par Tōgo Murano.

Hugo Makibi Enomiya-Lassalle, né Hugo Lassalle le 11 novembre 1898 à Gut Externbrock, en province de Westphalie et mort le 7 juillet 1990 à Münster (Allemagne), est un prêtre jésuite allemand, missionnaire au Japon où, devenu fervent adepte et précurseur du bouddhisme zen auprès des occidentaux, il obtient le titre de « Maître Zen » (Rōshi). Il est également un survivant du bombardement atomique d'Hiroshima (Hibakusha).
Fait citoyen japonais en 1948, il adopte alors le nom de Makibi Enomiya.

## Biographie
Le jeune Hugo entre dans la Compagnie de Jésus le 25 avril 1919. À la fin de la formation spirituelle et académique, durant laquelle il s’intéresse particulièrement aux mystiques médiévaux chrétiens, il est ordonné prêtre le 28 août 1927. Deux ans plus tard, en 1929, il part comme missionnaire au Japon où bientôt il s’intéresse au bouddhisme et à ses coutumes religieuses. Il est vicaire de la paroisse d'Hiroshima et y conduit en 1943 sa première session de zen. 
Le 6 août 1945, la ville d'Hiroshima est détruite par une bombe atomique. Le père Lassalle est blessé et est rapatrié en Allemagne pour y être traité. Reçu en audience par le pape Pie XII en septembre 1946, il lui révèle son projet de construire à Hiroshima un sanctuaire-mémorial dédié à la paix dans le monde. L’architecte japonais Tōgo Murano en dessine les plans. Commencée en 1950, la « cathédrale-mémorial pour la paix mondiale » est consacrée le 6 août 1954. 
En 1956, Enomiya-Lassalle se place sous la direction du maître Harada Daiun Sogaku pour une initiation approfondie au bouddhisme zen. Deux ans plus tard, en 1958, il publie son premier livre (Zen, a way to enlightenment) qui suscite quelques interrogations au Saint-Siège. L’heure n’est pas encore à l’ouverture aux religions orientales.
À la mort de Harada en 1961, Enomiya-Lassalle devient disciple d’un proche de Harada, Yamada Koun. Ce dernier est très ouvert aux possibilités qu’offre le zen à la pratique chrétienne de méditation. Il affirme que le zen deviendra un jour un courant important de spiritualité chrétienne. L’ouverture aux religions non-chrétiennes du concile Vatican II (1962-1965) change l’atmosphère. Enomiya-Lassalle y participe lui-même comme conseiller-théologien de l’évêque d’Hiroshima. Fruit du concile le dialogue théologique et spirituel qu'il engage à Hiroshima avec des moines bouddhistes. 
Grâce au soutien d'Enomiya-Lassalle, un nombre croissant de prêtres, religieux et religieuses s'ouvrent au zen. Vers la fin des années 1960, il reçoit son agrégation comme maître dans la secte Sanbō Kyōdan de Yamada, tout en continuant à professer et pratiquer ouvertement sa foi chrétienne. En décembre 1969, il fonde Shinmeitkutsu, un centre de méditation à Tokyo. Quatre fois l’an, jusqu’en 1986, il y dirige des retraites zen (sesshin) de sept jours. Mais il fait toujours une différence nette entre ces retraites zen et les Exercices spirituels suivant la méthode de Saint Ignace. Il est de plus en plus souvent invité en Europe pour y donner des « retraites Zen ». Il y encourage par ses conférences l’interaction entre spiritualités orientale et occidentale.
En 1985, il propose à Ama Samy, prêtre jésuite indien et maître zen, comme lui, de l’accompagner dans sa tournée européenne,. 
A titre de reconnaissance pour son activité, la ville d'Hiroshima le nomme « citoyen d’honneur ».
Des raisons de santé le contraignent à quitter le Japon en 1987. Il meurt à Münster (Allemagne) le 7 juillet 1990.

## Écrits
- (de) Zen Buddhismus, Köln, 1966.
- Méditation zen et prière chrétienne, Paris, Cerf, 1973.
- (de) Zazen und die Exerzitien des heiligen Ignatius. Einübun in das wahre Dasein, Köln, 1975 (ISBN 3-7616-0265-0)
- (de) Zen, Weg zur Erleuchtung. Hilfe zum Verständnis. Einführung in die Meditation, Wien, Herder, 1960 (ISBN 3-210-20115-3)
- La Méditation comme voie vers l’expérience de Dieu, Paris, Cerf, 1982.
- (de) Zen und christliche Mystik, Freiburg i.Br., 1986 (ISBN 3-591-08236-8)
- (de) Der Versenkungsweg. Zen-Meditation und christliche Mystik, Freiburg i.Br., 1992 (ISBN 3-451-04142-1)
- (de) Kraft aus dem Schweigen. Einübung in die Zen-Meditation, Zürich, 1998 (ISBN 978-3-8436-0183-2)